# 呉秀三

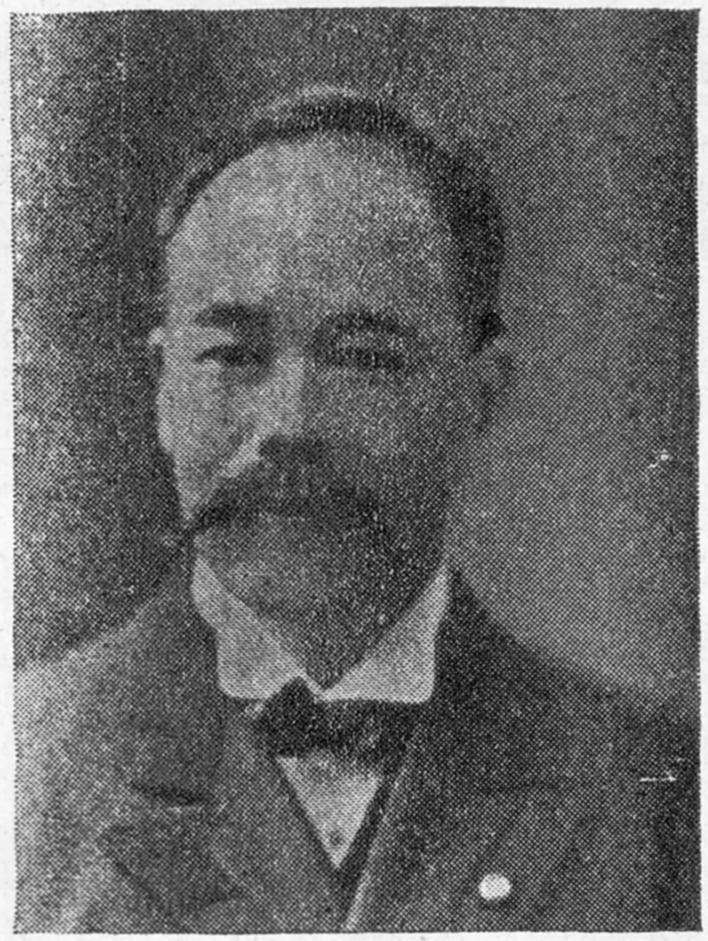
呉秀三画像

呉 秀三（くれ しゅうぞう、元治2年2月17日〈1865年3月14日〉- 昭和7年〈1932年〉3月26日）は、日本の医学者、精神科医。東京帝国大学医科大学教授（精神病学講座）。師事の榊俶の早世により役職を引き継がれ、日本における近代的な精神病学を創立した。『日本の精神医学の父』とも呼ばれる。
クレペリン学派の新しい精神病学の普及を通じて、精神病患者の監護法を改めた。日本における最初の精神衛生団体である精神病者慈善救治会を組織（1902年）、三浦謹之助と共に日本神経学会を創立。日本の近代精神医学者のほとんどが、呉の影響を受けた人々といえる。

## 人物・業績
広島藩医呉黄石の三男として、江戸青山の広島藩邸（現東京都港区）に生まれた。母･せきは箕作阮甫の長女。統計学者の呉文聰は長兄。
幼少時より、漢籍を学んで漢学を愛好し、5、6歳の頃には『唐詩選』『三体詩』を暗記していたという。16歳で父母を相次いで亡くし、経済的困窮もあったため、学生時代から医学書を出版した。帝国大学医科大学を1890年に卒業。日本で初めて狐憑きをヒステリーであると提唱したベルツのドイツ語の講義を受けていた。1891年、医科大学精神病学教室榊俶の助手・東京府巣鴨病院医員を兼任する。1891年に最初の論文「日本の不具者」「精神病者の書態」を著している。
1893年に富士川游と共著で『日本醫籍考』を、1894-1895年には単著で『精神学集要』を、1896年には法医学教授と共に『法医学提要』を刊行した。1896年4月助教授となり、オーストリア＝ハンガリー帝国・ドイツ帝国へ留学。1897年7月-1901年10月、文部省より命ぜられウィーン大学のオーバーシュタイナー（Heinrich Obersteiner）教授に神経病理学を学んだほか、クラフト・エービング教授、ハイデルベルク大学のクレペリン、ニッスル（Franz Nissl）、エルプ（Wilhelm Heinrich Erb）、教授、サルペトリエール病院のフィリップ・ピネル医師に師事。秋元波留夫によれば、呉はこの留学によって人道的処遇の教訓を得たことが大きいとした。また呉は精神病者の開放的な看護の先駆けであるベルギーのゲールにも訪れていた。
1901年10月、帰国と同時に帝大医科大教授・巣鴨病院医長を兼任。その前年から施行された「精神病者監護法」下による日本での実態に、帰国から翌月の11月には精神病院（当時は癲狂院）の拘束具を燃やして廃絶させ、次々と病院改革を実行した。
以下は呉によるその実績である。
- 拘束具の使用禁止。
- 室外運動自由化 - 看護職員・家族が付き添い，患者の病院構内での運動を自由化させた。
- 旧態依然とした看護観の看護長・リーダー格職員を更迭。職員の人事と意識の刷新。
- 新しい看護長に医科大学附属病院にて看護学講習を受講させ，技術の向上を図る。
- 患者の処遇の改善および治療方針の刷新。
- 作業療法の採用。
- 病棟の増改築。

1902年に内科教授の三浦謹之助と共に現在の日本精神神経学会にあたる日本神経学会を創設し、「神経学雑誌」を創刊。同年精神病者慈善救治会を設立。1904年、現在の東京精神病学会にあたる精神病科懇話会の設立に関与。1906年には、医学校での精神病科設置の建議で帝国議会にて可決。
1910年から1916年、夏の休暇を利用し、私宅監置の実態調査のために門下生15人を1府14県へと派遣し、1918年『精神病者私宅監置ノ實況及ビ其統計的觀察』を完成させた。陣頭指揮にたったのは共著の樫田五郎、第64例と第103例の監置室の横に、写真映りの良いように白い服で立っている。調書の中で「良いもの」「普通なもの」「不良なもの」「はなはだ不良なもの」の４つに分類している。私宅監置室内での拘束は禁止され、実際そのような写真はない。翌年の精神病院法制定へとこぎつけた。
同調書に記された『わが邦十何万の精神病者は実にこの病を受けたるの不幸の他に、この邦に生まれたるの不幸を重ぬるものというべし』という一節は、その後の精神医学界においても名言として脈々と語り継がれ、東京都立松沢病院の敷地内に建立されている呉の銅像の元にも書かれている。
1919年、巣鴨病院が移転・改名した東京府松澤病院長に就任。1925年、定年により教授・院長を退官・退職。 その後1927年、日本医史学会を創設し，理事長となる。1932年、尿毒症のため逝去。享年67歳。墓所は多磨霊園。

## エピソード
- 医師・ジャーナリストの富士川游と同郷であり、共著共同編集している著作も多い。富士川は呉の人間性について、「大学卒業後半年足らずで精神医学の教科書を著述するなどその努力は尋常ならざるものであった。呉の論文は海外の雑誌に掲載され、ハンブルク大学から名誉金牌を授与し、呉が国際的に名高い精神科医・研究者であったことを語っている。また、呉が患者の待遇を改善し、鎖拘束を撤廃し、患者に暴力を加える職員は直ちに解雇した」「行動は慎重で、あわてて急ぐということがなく、人の意見を聞き、人と争わず、誠意にあふれていました。40年以上付き合いましたが、激しく怒るということがなかった。正三位勲二等の栄冠を得ても、横柄な態度は、その臭いすらなかった」「口数が少なく沈黙寡言の人だった。話は上手くなく、会話の中で真意がどこにあるのかわからず、話が理解されていないと呉が感じたときは例えを出すが、その例がさらに分からない。非常に親切だが、それを口に出さないため、一見冷淡にも見えた。郷土愛が強く、県友会のために尽力した」と語っている。

- 友人である警察官僚の松井茂は、呉について「文才に溢れ、漢文にも長けていた。風貌は、老書生風で、到底外見上からは帝国大学の名誉教授には見えなかった。淡白な性質の呉は（松井の）説をよく容れてくれた。」また、「歴史に造詣があり、特にシーボルトの研究は優れたものであった。学生時代は、気骨を露出していたが、その後は、一見すこぶる不得要領的であった。温厚の君子にして自然に人を心服させたが、その笑い方のごときも精神病者に日頃接する時に会得したものではないか」と語る。

- 先輩にあたる教授田代義徳は、「初めて出会った17、8歳の頃、顔色が青かった、あまり風采の上がらない書生だがよく勉強には来ていた」「言葉の少ない方であったが、一度発言するとその主張は強かった」「しかし、その主張を説明するのは上手くなく、君の説は間違っていると言っても中々承知せず、自分の説に忠実であった」「歴史の事実については徹底的に調べ研究は周密であった」と語る。

- 友人の官僚・法政大学学長の秋山雅之介は、「呉は筆の人で口無精であった」「議論したことはないが、精神の強固で意志の強い人でどちらかというと頑固であって、これと思い込んだことはどうでもやり遂げるという性質の人だった」と語る。

- 後継者の三宅鑛一は、「精神医学用語の制定において効果を上げた」「回診の状況、病床日記の付け方、金銭の出納まで改革された。病者に対する同情が厚くなるように教えられた。意志が強く、初志貫徹し、この点は、凡人のとうていできることではない」「常に校正を手にしており、それが唯一のお楽しみやお慰みであるように思え、呉に対する追憶の最も大なるものは実に先生のこの原稿校正のお姿である」と語る。

- 医師、歌人の齋藤茂吉は、「常に呉の態度に『道』をみた。また、精神病患者に対する態度は、いかにも自然で、無理がなく、むしろ楽しんでいるように思われるほどであった」「貝原益軒の『君子の楽はまよひなくして心をやしなふ』という教訓の如く、呉の態度は、いつも患者と同化し、そこに少しも迷いの陰がなかったようだった」「患者はたばこを吸えなかったが、呉は職員も吸ってはいけない考えた。（齋藤は）隠れたばこをして呉に見つかった」と語る。

- 門下生の森田正馬は、「先生の言葉の心持になれないことがどうしてもある。それは、真宗の教えにも似ているが、『患者があってこそ医者も看護人もある。患者のおかげで我々も生活するのである。患者はお客である。患者を大事にしなければならぬ』と言っていたことである。しかし、私は今にも医者は患者を救うものであり、患者は医者の力に信頼し服従し感謝しなければならぬという気持ちがどうしてもとれない」と語る。

- 医学史に深い関心を持ち、シーボルトのほか麻酔を研究した華岡青洲、外祖父・箕作阮甫等の伝記を著した。三宅によると、「華岡青洲とシーボルト、そして、呉に共通すると思われるのが、目的を達しようとするときの強い継続的な意志の強さと、哀れなものをほっておけないという優しさにあるのではないか」と語っている[11][12]。

- 精神病者監護法のみならず、帝大精神医学教室のみ構内に置かれず、精神医学のみが東大においても医学の中でも軽視されていたことにも苦悶していたという。残念ながら、長期にわたって学問や治療の場は不十分で、呉らの努力は報われることはなかった。[13]

- 森鷗外との交流があったことも知られている。

## 家族・親族
長姉・ヤスは伊予吉田藩医の大月魯庵に嫁いだ。次兄・半三と四姉・フミは夭折。次姉・クミは明治女学校の校長を務めた。三姉・リキは書家の日高秩父に嫁いだ。洋学者の箕作秋坪と地理学者の箕作省吾は義理の伯父（母・せきの義弟）。菊池大麓（数学者・政治家）・箕作佳吉（動物学者）・箕作元八（西洋史学者）兄弟及び法学者の箕作麟祥は従兄。医師の呉建と経済学者の呉文炳、文部官僚の日高第四郎は甥（建・文炳兄弟は文聰の子、日高第四郎は日高秩父・リキ夫妻の四男）。
最初の妻・みなは国学者・三浦千春の長女。みなとの間に1男4女をもうけた。長男は西洋古典学者の呉茂一。長女・たまは外祖父・三浦千春の養女となり渋谷良平の三男・良幹を婿養子として迎えた。次女・かつは木村男也に、三女・いくよは斎藤助堯に嫁いだ。四女・芳江は姉・たまとその夫・三浦良幹の養女となり姉川将雄の四男で官僚の義男を婿養子として迎えた。みなの死後、本多富次郎の娘・みつと再婚し（みつにとっては初婚）、次男・章二（元日本大学勤務）と五女・富子（夭折）をもうけた。

## 門下生
呉の門下生らの活躍により、その後の日本の精神医学の礎が構築された。
- 森田正馬
- 松原三郎
- 斎藤玉男
- 斎藤茂吉
- 下田光造
- 林道倫
- 加藤普佐次郎

## 栄典
位階
- 1923年（大正12年）12月28日 - 従三位[17]

勲章等
- 1912年（大正元年）12月18日 - 勲三等瑞宝章[18]

## 著作

### 単著
- 『脳髄生理 精神啓微』榊俶閲、松崎留吉、1889年10月。 NCID BN13569824。全国書誌番号:40056509。
- 『精神病者の書態』松崎留吉、1892年4月。 NCID BN13554102。全国書誌番号:40057408。
- 『新撰人身生理学』 上下巻、小野英之助、1893年9月-1894年5月。 NCID BA42875356。全国書誌番号:40056450。
- 『シーボルト 其生涯及び功業』呉秀三、1896年1月。 NCID BN09731270。全国書誌番号:52010805。
  - 『シーボルト 其生涯及び功業』（2版）吐鳳堂、1926年10月。 NCID BN01935379。全国書誌番号:43052718 全国書誌番号:53015196。
- 『雑抄』杜渓書院、1897年7月。全国書誌番号:40056106。
- 『生理学』金港堂〈教員文庫〉、1898年1月。 NCID BA33185867。全国書誌番号:40056535。
- 『不眠ノ療法』治療新法社〈治療叢書 第1輯〉、1902年10月。 NCID BA71037285。全国書誌番号:40057038。
- 『生理衛生教科書』開成館、1903年12月。 NCID BB03848066。全国書誌番号:40056521。
- 『精神病鑑定例』吐鳳堂〈全4集〉、1903年4月-1909年10月。 NCID BA6624621X。全国書誌番号:40057407。
- 『最新生理学及衛生学』冨山房〈普通学講義全書〉、1907年7月。 NCID BA71036679。全国書誌番号:40056351。
- 『精神病診察法』治療学社〈臨床医学叢書 第4・5集〉、1908年8月。 NCID BA67216655。全国書誌番号:40057409。
- 『小児精神病ニ就テ』日本小児科学会、1913年4月。 NCID BA58079327。全国書誌番号:43005203。
- 『箕作阮甫』大日本図書、1914年5月。 NCID BN0964410X。全国書誌番号:43018545 全国書誌番号:54006657。
- 『吉益東洞先生』呉秀三、1918年1月。 NCID BA43280682。全国書誌番号:54009571。
- 『華岡青洲先生及其外科』吐鳳堂、1923年12月。 NCID BN08765845。全国書誌番号:43043046。

### 共著
- 呉秀三、富士川游『日本医籍考』医聖堂、1893年7月。 NCID BA84994657。全国書誌番号:40056179。
- 呉秀三、樫田五郎『精神病者私宅監置ノ実況及ビ其統計的観察』内務省衛生局、1918年7月。 NCID BA53561134。全国書誌番号:43053698。
  - 呉秀三、樫田五郎『精神病者私宅監置ノ実況及ビ其統計的観察』精神医学神経学古典刊行会、1973年4月。 NCID BN04993870。全国書誌番号:71000674。
  - 呉秀三、樫田五郎『精神病者私宅監置ノ実況及ビ其統計的観察』創造出版〈精神医学古典叢書 1〉、2000年11月。 NCID BA56650004。全国書誌番号:20200281。
  - 呉秀三、樫田五郎『現代語訳 呉秀三・樫田五郎 精神病者私宅監置の実況』金川英雄訳・解説、医学書院、2012年9月。 NCID BB10165507。全国書誌番号:22153552。
  - 呉秀三、樫田五郎『現代語訳 わが国における精神病に関する最近の施設』金川英雄訳・解説、青弓社、2015年12月。 NCID BB20426491。全国書誌番号:22678119。

### 編集
- 『精神病学集要』 前後編、呉秀三、1894年9月-1895年8月。 NCID BN14693669。全国書誌番号:40057401。
- 三浦千春『萩園遺稿』裳華房、1906年1月。 NCID BN12046999。全国書誌番号:41000242。
- 『精神病検診録』呉秀三、1908年9月。 NCID BA85166209。
  - 『精神病検診録』（5版）呉秀三、1916年3月。全国書誌番号:43006291。
- 『呉黄石先生小伝』呉秀三、1917年9月。 NCID BA30216454。全国書誌番号:43024562。
- 『箕作阮甫先生詩文』呉秀三、1917年9月。 NCID BA31552774。全国書誌番号:43024568。
- 『医聖堂叢書』呉秀三、1923年3月。 NCID BA43648101。全国書誌番号:43004989。

### 共編
- 増田知正・呉秀三・富士川游 編『日本産科叢書』松崎留吉、1895年10月。 NCID BA30595341。全国書誌番号:40058215。
- 吉益東洞 著、呉秀三・富士川游 編『東洞全集』吐鳳堂、1918年1月。 NCID BN14857074。
  - 吉益東洞 著、呉秀三・富士川游 編『東洞全集』（複刻版）思文閣、1970年10月。 NCID BN01835137。全国書誌番号:69018266。
- 富士川游・呉秀三 編『第六回極東熱帯医学会附帯展覧会日本医学歴史資料目録』富士川游、1925年10月。 NCID BN12303060。全国書誌番号:53012013。

### 翻訳
- エステルレン『医学統計論総論』文昌堂、1889年4月。 NCID BA66506252。全国書誌番号:40055948。
- シーボルト『江戸参府紀行』駿南社〈異国叢書 第2〉、1928年1月。 NCID BN09695202。全国書誌番号:47029381。
  - シーボルト『江戸参府紀行』呉茂一校訂（オンデマンド版）、雄松堂出版〈異国叢書 第7巻〉、2005年5月。 NCID BA77090520。全国書誌番号:21168050。
- ケンプェル『江戸参府紀行』 上巻、駿南社〈異国叢書 第6〉、1928年9月。 NCID BN0637673X。全国書誌番号:47029384。
  - ケンプェル『江戸参府紀行』 上巻（オンデマンド版）、雄松堂出版〈異国叢書 第5巻〉、2005年5月。 NCID BA77088992。全国書誌番号:21168043。
- シーボルト『日本交通貿易史』駿南社〈異国叢書 第8〉、1929年5月。 NCID BN03242690。全国書誌番号:47029386。
  - シーボルト『日本交通貿易史』（オンデマンド版）雄松堂出版〈異国叢書 第8巻〉、2005年5月。 NCID BA77091476。全国書誌番号:21170252。
- ケンプェル『江戸参府紀行』 下巻、駿南社〈異国叢書 第9〉、1929年6月。 NCID BN0637673X。全国書誌番号:47029387。
  - ケンプェル『江戸参府紀行』 下巻（オンデマンド版）、雄松堂出版〈異国叢書 第6巻〉、2005年5月。 NCID BA77088992。全国書誌番号:21168047。

### 共訳
- 甫布満 著、片山国嘉・呉秀三 訳『法医学大成』 全6冊、秋南書院、1895年-1899年。 NCID BA7133095X。

### 編訳
- 『精神病学要略』吐鳳堂、1897年9月。 NCID BA45743453。全国書誌番号:40057405。

### 校閲
- 石田昇『新撰精神病学』呉秀三閲、南江堂、1906年10月。 NCID BA77374211。全国書誌番号:40057392。
  - 石田昇『新撰精神病学』呉秀三閲（訂正3版）、南江堂、1908年7月。 NCID BA51077786。全国書誌番号:40057393。
  - 石田昇『新撰精神病学』呉秀三閲（訂正4版）、南江堂、1910年6月。 NCID BA56945460。全国書誌番号:40057394。
- 清水耕一 著、二宮昌平 編『新撰看護学』呉秀三・田沢秀四郎閲、南江堂、1908年12月。 NCID BA67001331。全国書誌番号:40056918。

### 著作集
- 『呉秀三著作集』 第1巻（医史学篇）、岡田靖雄編・解説、思文閣出版、1982年10月。 NCID BN00576011。全国書誌番号:。
- 『呉秀三著作集』 第2巻（精神病学篇）、岡田靖雄編・解説、思文閣出版、1982年12月。 NCID BN00576011。全国書誌番号:83015285。

## 映画
『夜明け前 呉秀三と無名の精神障害者の100年』 - 2017年。きょうされん（共同作業所の団体）・日本精神衛生会による合作。